# Senshō Murakami
Senshō Murakami est un nom japonais traditionnel ; le nom de famille (ou le nom d'école), Senshō, précède donc le prénom (ou le nom d'artiste).
Pour les articles homonymes, voir Murakami.
Senshō Murakami (村上専精, 1er mai 1851 - 31 octobre 1929) est un érudit bouddhiste de l'ère Meiji. Il est connu pour avoir introduit la pensée occidentale sur le bouddhisme au Japon, et de ce fait a été contraint de démissionner du sacerdoce bouddhiste japonais.
Son œuvre la plus notable est 『仏教統一論』, (« Discours sur l'unité bouddhiste »), qui fait valoir que les textes du bouddhisme mahāyāna japonais ne sont pas les vrais enseignements de Bouddha. Alors qu'il a auparavant exposé cet argument dans un livre d'histoire, ce ouvrage, écrit plus dans le style de la polémique, devient célèbre dans les milieux intellectuels. Il est également intitulé 『大乗非仏説論』, traduit simplement comme « Théorie selon laquelle mahāyāna ne sont pas les enseignements du Bouddha ». Senshō Murakami pense cependant que le mahāyāna est néanmoins une vérité transcendantale.